# Championnats du monde juniors de ski alpin 2014
Navigation
Édition précédente Édition suivante
La 33e édition des Championnats du monde juniors de ski alpin se déroule du 26 février 2014 au 6 mars 2014 à Jasná en Slovaquie. 

## Podiums

### Hommes
| Épreuve                  | Médaille d'or            | Médaille d'argent        | Médaille de bronze |
| Descente 02/03/2014      | Adrian Smiseth Sejersted | Thomas Dressen           | Marco Schwarz      |
| Super G 26/02/2014       | Marco Schwarz            | Daniel Danklmaier        | Matteo De Vettori  |
| Slalom géant 04/03/2014  | Henrik Kristoffersen     | Marcus Monsen            | Rasmus Windingstad |
| Slalom 05/03/2014        | Henrik Kristoffersen     | Luca Aerni               | Daniel Yule        |
| Super Combiné 26/02/2014 | Matteo De Vettori        | Adrian Smiseth Sejersted | Marcus Monsen      |

### Femmes
| Épreuve                  | Médaille d'or       | Médaille d'argent      | Médaille de bronze  |
| Descente 06/03/2014      | Corinne Suter       | Stephanie Venier       | Rosina Schneeberger |
| Super G 03/03/2014       | Corinne Suter       | Nora Grieg Christensen | Kerstin Nicolussi   |
| Slalom géant 27/02/2014  | Marta Bassino       | Karoline Pichler       | Rosina Schneeberger |
| Slalom 28/02/2014        | Petra Vlhova        | Charlotta Saefvenberg  | Marina Wallner      |
| Super Combiné 03/03/2014 | Elisabeth Kappaurer | Lisa Blomqvist         | Marina Wallner      |

### Team Event
| Épreuve               | Médaille d'or                                                                  | Médaille d'argent                                                | Médaille de bronze                                                         |
| Team Event 02/03/2014 | Suède Lisa Blomqvist Magdalena Fjällström Gustav Lundbäck Max-Gordon Sundquist | Suisse Luca Aerni Rahel Kopp Bernhard Niederberger Corinne Suter | Allemagne Patrizia Dorsch Sebastian Holzmann David Ketterer Marina Wallner |

## Tableau des médailles
| Rang | Nation    | Or | Argent | Bronze | Total |
| ---- | --------- | -- | ------ | ------ | ----- |
| 1    | Norvège   | 3  | 2      | 2      | 7     |
| 2    | Autriche  | 2  | 3      | 4      | 9     |
| 3    | Suisse    | 2  | 2      | 1      | 5     |
| 4    | Italie    | 2  | 1      | 1      | 4     |
| 5    | Suède     | 1  | 2      | 0      | 3     |
| 6    | Slovaquie | 1  | 0      | 0      | 1     |
| 7    | Allemagne | 0  | 1      | 3      | 4     |